# Birsinghpur
Birsinghpur là một thị xã và là một nagar panchayat của quận Satna thuộc bang Madhya Pradesh, Ấn Độ.

## Nhân khẩu
Theo điều tra dân số năm 2001 của Ấn Độ, Birsinghpur có dân số 12.334 người. Phái nam chiếm 53% tổng số dân và phái nữ chiếm 47%. Birsinghpur có tỷ lệ 56% biết đọc biết viết, thấp hơn tỷ lệ trung bình toàn quốc là 59,5%: tỷ lệ cho phái nam là 67%, và tỷ lệ cho phái nữ là 43%. Tại Birsinghpur, 18% dân số nhỏ hơn 6 tuổi.